# Nowy Hanower
Nowy Hanower (ang. New Hanover, tok pisin Niu Hanova; także Lavongai) – wyspa w Archipelagu Bismarcka, w południowo-zachodniej części Oceanu Spokojnego, należąca administracyjnie do Papui-Nowej Gwinei. Znajduje się na zachód od zachodniego krańca wyspy Nowa Irlandia. Jej południowe wybrzeża leżą nad Morzem Bismarcka, zaś północne nad otwartym Oceanem Spokojnym. Należy do prowincji Nowa Irlandia.
Nowy Hanower ma charakter wulkaniczny. Najwyższy szczyt wznosi się na wysokość 957 m n.p.m. Wyspa mierzy około 60 km długości i 30 km szerokości. Zajmuje powierzchnię 1227,1 km², a długość jej linii brzegowej wynosi 172,2 km.
Wraz z otaczającymi ją niewielkimi wysepkami tworzy jednostkę administracyjną Lavongai Rural LLG (LLG – Local Level Government), którą w 2011 roku zamieszkiwało 29 tysięcy osób.

## Historia
W 1884 Archipelag Bismarcka zajęli Niemcy jako część protektoratu Nowej Gwinei Niemieckiej. W trakcie I wojny światowej od 1914 okupowali go Australijczycy, zaś po wojnie, jako terytorium mandatowe, oficjalnie przeszedł pod administrację australijską. W trakcie II wojny światowej od lipca 1941 do września 1945 wyspę Nowy Hanower okupowali Japończycy. Po wojnie Archipelag Bismarcka stanowił część terytorium powierniczego Nowej Gwinei Australijskiej. Od 1975 jest częścią niepodległej Papui-Nowej Gwinei.
W 1963 na wyspie Nowy Hanower powstał tzw. kult Johnsona, czczący prezydenta Stanów Zjednoczonych, Lyndona B. Johnsona (rządy: 1963–1969). W pierwszych w historii wyborach do Izby Zgromadzenia Terytorium Papui i Nowej Gwinei w 1964 ludność wyspy masowo zagłosowała na Johnsona. Celem kultu było wyzwolenie się spod administracji australijskiej i zastąpienie jej amerykańską, co miałoby polepszyć warunki życia i zapewnić dobrobyt mieszkańcom wyspy.